# Трифон Коробейников
Три́фон Коробе́йников (рік народження невідомий — помер після 1594 року) — російський мандрівник, письменник 16 століття.

## Біографічні відомості
Був московським купцем, потім дяком при дворі. Двічі відправлявся на Схід у складі російського посольства: у 1582—1584 роках — у Царгород (Стамбул) і на Афон, у 1593—1594 роках — в Царгород, Єрусалим і Антіохію.
Коробейников написав «ходіння» з описом шляху до Царгорода (1594). Серед міст, які відвідав і описав мандрівник, був і Кам'янець-Подільський .